# Ягрыш (Нюксенский район)
Ягрыш — деревня в Нюксенском районе Вологодской области.
Входит в состав Востровского сельского поселения, с точки зрения административно-территориального деления — в Востровский сельсовет.
Расстояние по автодороге до районного центра Нюксеницы — 97 км, до центра муниципального образования Вострого — 28 км. Ближайшие населённые пункты — Борщовик, Пустынь, Сокольная.
По переписи 2002 года население — 24 человека (11 мужчин, 13 женщин). Всё население — русские.